# Naruhiko Higashikuni
 (octobre 2016).
Le prince Naruhiko Higashikuni (東久邇宮稔彦王, 3 décembre 1887 - 20 janvier 1990) est un homme d'État, le 43e Premier ministre du Japon du 17 août au 9 octobre 1945, soit une période de 54 jours. Il est membre de la famille impériale japonaise, et demi-frère du prince Yasuhiko Asaka et oncle de l'empereur Shōwa du fait de son mariage avec la princesse Toshiko, dernière enfant de l'empereur Meiji. Il est en outre le seul membre de la famille impériale à avoir été chef de gouvernement. Son mandat de Premier ministre est le plus court de l'histoire du Japon. Il est le fondateur de l'université de technologie de Chiba.

## Biographie

### Jeunesse et mariage
Le prince Naruhiko est né à Kyoto, ancienne capitale impériale. Il est le neuvième fils du prince Kuni Asahiko et de la dame Terao Utako. Son père, Kuni Asahiko est un des fils du prince Fushimi Kuniie qui est le vingtième chef de la Fushimi-no-miya, plus vieille branche cadette de la famille impériale japonaise. Son père est également le fils adoptif de l'empereur Ninko et proche conseiller de l'empereur Meiji. Le prince Naruhiko est le demi frère du prince Kuniyoshi Kuni, père de l'impératrice Kōjun, femme de l'empereur Hirohito.
Conformément aux mœurs de l'époque, il fait, en tant que membre de la famille impériale japonaise, ses études à l'école primaire de l'armée impériale puis est diplômé de l'École des Officiers.
L'empereur Meiji l'élève au titre de Higashikuni no miya et lui permet de fonder une nouvelle branche au sein de la famille impériale le 3 novembre 1906. Le prince se marie le 18 mai 1915 avec la neuvième fille de l'empereur Meiji, la princesse Toshiko ; le couple a quatre fils.

### Carrière militaire
Il a une carrière d'officier au sein de l'Armée impériale japonaise. En 1908, il est diplômé de l'Académie militaire impériale japonaise, puis diplômé en 1911 du Collège de l'armée de Guerre. Il est nommé au grade de capitaine dans la 29e Brigade d'Infanterie et promu major de la 7e Division de l'Armée impériale japonaise en 1915.
Le prince Nahuriko Higashikuni étudie ensuite la tactique militaire à l'École spéciale militaire de Saint-Cyr en France de 1920 à 1926. Son comportement durant sa vie à Paris scandalise la Cour impériale. Il quitte sa femme et ses enfants et les laisse au Japon. La mort de son second fils ne provoque même pas son retour. Lors de sa vie en France il vit dans le luxe, a une maîtresse française ; il se passionne également pour l'impressionnisme et entretient un vaste cercle d'amis incluant Claude Monet et Georges Clemenceau. Par ses fréquentations, le prince Higashikuni apprend beaucoup à propos de la politique et de la société occidentale et développe une réputation de libéral parmi les membres de la noblesse japonaise.
L'Agence impériale envoie en 1926 un chambellan pour le ramener au Japon. À son retour, il officie au quartier général de l'État-major de l'Armée impériale japonaise. Il commande la 5e brigade d'infanterie de 1930 à 1934, ainsi que la 4e division de l'Armée impériale japonaise (1934-1937), le Service aérien de l'Armée impériale japonaise (1937-1938) et en Chine de 1938 à 1939 dans la seconde armée de l'Armée impériale.
Promu général il sert à partir de 1939 au sein du Conseil suprême de la guerre (sensō-shido). Il commande la défense nationale de 1941 à 1944.
En septembre 1941, après la démission de Fumimaro Konoe, il est pressenti pour prendre la tête du gouvernement par les états-majors de l'Armée impériale japonaise et de la Marine impériale japonaise. Konoe lui-même le recommande auprès de l'empereur Hirohito dans l'esprit que seul un homme issu de la famille impériale et ayant sa compétence dans le domaine militaire peut empêcher la guerre contre l'Occident. Cependant Hirohito préfère nommer le belliciste et ministre de l'Armée Hideki Tōjō, estimant qu'il est déplacé qu'un membre de la famille impériale serve en tant que premier ministre et entraîne de la sorte la responsabilité directe de la famille dans la guerre contre l'Occident.

### Premier ministre du Japon

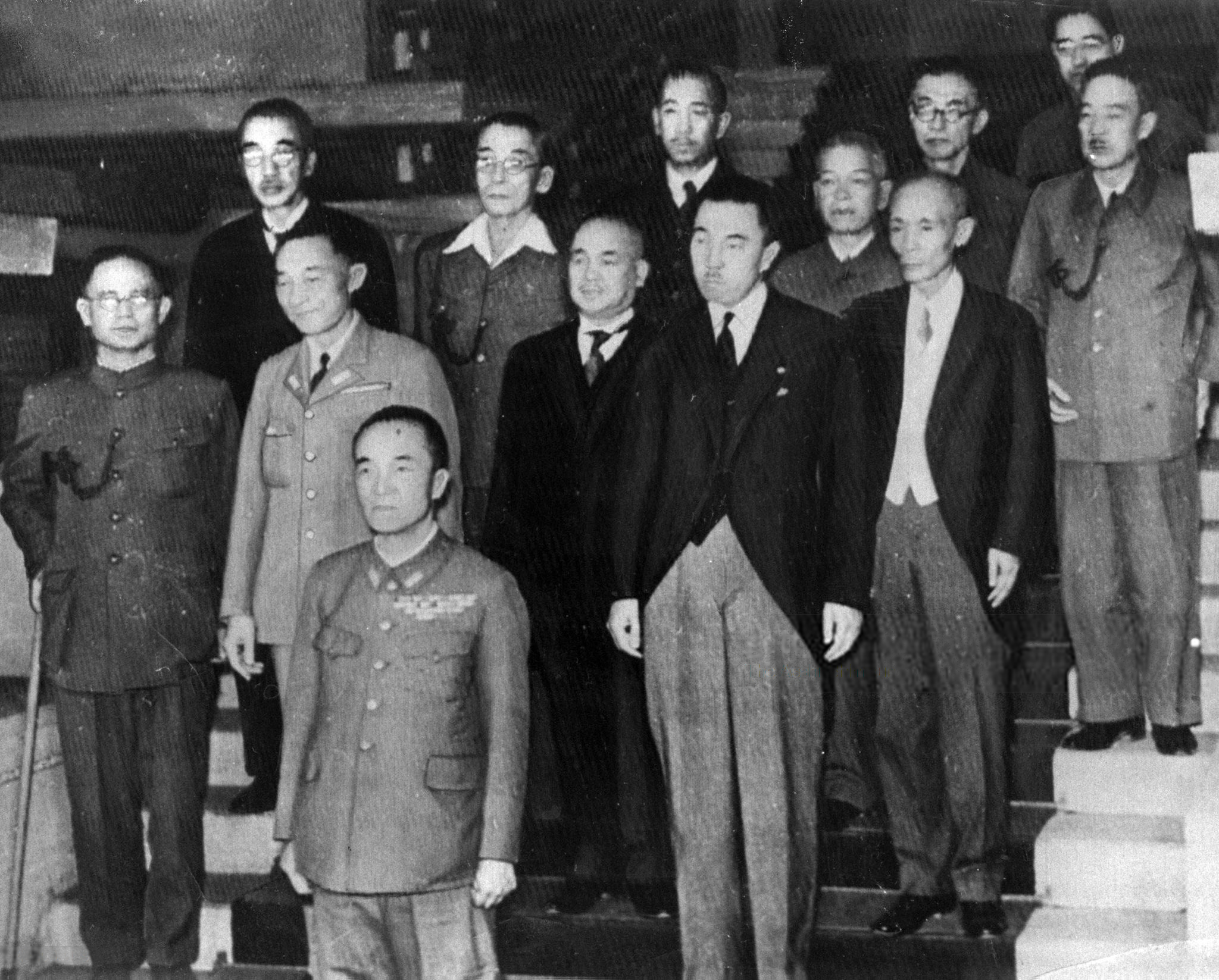
Le cabinet de Higashikuni, avec Mamoru Shigemitsu, Mitsumasa Yonai et Fumimaro Konoe dans la première rangée

Avec l'impératrice douairière Teimei, les princes Nobuhito Takamatsu, Takahito Mikasa et Yasuhiko Asaka, Higashikuni fait partie de la conspiration qui provoque en 1944 la destitution par l'empereur de Hideki Tōjō à la suite de la perte de Saipan conquise par les Américains.
Le 16 août 1945, après la capitulation du Japon, Hirohito nomme Higashikuni Premier ministre en remplacement de l'amiral Kantarō Suzuki.
Sa mission en tant que Premier ministre est de garantir aux Alliés la cessation des hostilités ainsi que la démobilisation de l'Armée impériale japonaise, de même que de rassurer la population japonaise quant à la capacité de l'institution impériale à ramener la sécurité dans le pays.
Le prince Naruhiko Higashikuni démissionne de son poste en octobre 1945 à la suite de différends avec l'armée d'occupation américaine, liés notamment à l'abolition de la Tokkō, la police de la pensée.

### Vie postérieure à la fonction de Premier ministre
En février 1946, il déclare lors d'entrevues avec des médias que plusieurs membres de la famille impériale auraient approuvé la démission de Hirohito et l'institution d'une régence en faveur du prince Nobuhito Takamatsu.
Il demande en 1946 la permission à l'empereur de ne plus faire partie de la famille impériale et de devenir par conséquent roturier. Celui-ci refuse. Cependant il perd son titre et une grande partie de sa fortune, conséquence des mesures prises par l'armée américaine pour restreindre l'étendue de la famille impériale aux parents immédiats de l'empereur.
Il crée par la suite sa propre « secte » religieuse : Higashikuni-kyō.
Il est membre de la franc-maçonnerie.
En 1957 il devient président honoraire de la Fédération Internationale des Arts martiaux, ainsi que de plusieurs autres organisations.
Il publie ses mémoires en 1968, intitulées Higushikuni Nikki.
Il meurt le 20 janvier 1990 à l'âge de 102 ans d'une insuffisance cardiaque, après avoir survécu à sa femme, ses deux fils, et à son neveu l'empereur Hirohito mort un an plus tôt.
Premier ministre japonais au mandat le plus court (1 mois et 22 jours), il est également celui dont la longévité est la plus grande, devant Yasuhiro Nakasone décédé à 101 ans. 